# Руснак, Иван Степанович
Иван Степанович Руснак (укр. Іван Степанович Руснак; 29 января 1952, Деловое, Закарпатская область) — украинский военачальник. Первый заместитель министра обороны Украины с 15 сентября 2014 года. Заместитель министра обороны Украины (23 апреля — 10 сентября 2014 года). Командующий Воздушными силами Украины (2007—2010).
Генерал-полковник ВВС Украины (2008) запаса, доктор военных наук (1996), профессор (1996), Заслуженный деятель науки и техники Украины (1998).

## Биография
После окончания в 1972 году Полтавского высшего зенитного артиллерийского командного училища и присвоения звания лейтенант, направлен командовать артиллерийским взводом.
С 1975 по 1979 год последовательно занимал должности командира зенитной ракетной артиллерийской батареи, командира зенитной батареи, оперативного дежурного командного пункта. После окончания в 1982 году Военной академии противовоздушной обороны Сухопутных войск имени Маршала Советского Союза Василевского А. М. (г. Киев) занимал должности начальника штаба — заместителя командира зенитного артиллерийского полка, адъюнкта очной адъюнктуры Военной академии противовоздушной обороны Сухопутных войск имени Маршала Советского Союза Василевского А. М., преподавателя, старшего преподавателя и заместителя начальника кафедры применения войск Военной академии противовоздушной обороны Сухопутных войск имени Маршала Советского Союза Василевского А. М.
В 1993 году, окончив Военную академию Генерального штаба Вооружённых сил Российской Федерации, Руснак вступил в ВС Украины. До 1996 года занимал должности начальника кафедры войск обороны воздушного пространства Академии Вооруженных сил Украины и начальника кафедры сил ПВО и ВВС Академии Вооруженных сил Украины.
С 1996 по 2004 год проходил службу в должности начальника военного научного управления — заместителя начальника Генерального штаба ВС Украины.
С декабря 2004 до 7 ноября 2007 года — первый заместитель начальника Национальной академии обороны Украины.
7 ноября 2007 года назначен на должность командующего Воздушных сил Вооружённых сил Украины.
12 августа 2010 года был снят с поста командующего ВВС Украины и отправлен в распоряжение министра обороны Украины. К этому времени Руснак оставался последним офицером в составе Вооруженных сил Украины, получившим высшее военное образование в Военной академии Генерального штаба Вооружённых сил СССР.
C 23 апреля по 10 сентября 2014 года — заместитель министра обороны Украины. 15 сентября 2014 года назначен на должность первого заместителя министра обороны Украины.
1 ноября 2018 года включён в санкционный список России.
Награждён орденами «За службу Родине» III и II степеней, «За заслуги» III степени, «Богдана Хмельницкого» III степени, медалью «За победу», знаками отличия Министерства обороны Украины: «Ветеран военной службы», «Доблесть и честь», «Знак почета» и другими.
Доктор военных наук, автор более 150 научных работ.